# Karl Hadank
Karl Hadank (* 21. Februar 1882 in Kesselsdorf, Kreis Löwenberg in Schlesien; † 1945 in Berlin-Friedrichshagen) war ein deutscher Orientalist und Iranist.

## Leben
Hadank war der Sohn des Pastors Emil Hadank und dessen Ehefrau Marie, geb. Voigt. Er besuchte das Gymnasium in Cottbus und das Friedrich-Wilhelms-Gymnasium in Berlin, wo er 1901 die Reifeprüfung ablegte. Anschließend studierte er in Berlin Geschichte und Geografie. 1905 wurde er an der Friedrich-Wilhelms-Universität zu Berlin mit einer Dissertation über die Schlacht von Cortenuova promoviert.
Hadank arbeitete als Lehrer, wurde aber zeitweilig vom Schuldienst freigestellt. Er bearbeitete im Auftrag der Berliner Akademie der Wissenschaften die von dem 1917 verstorbenen Orientalisten Oskar Mann angelegten Handschriftensammlungen und gab einen Teil davon heraus. 1932 unternahm er Forschungsreisen nach Damaskus und Bagdad und erweiterte die Sammlung orientalischer Handschriften. Er eignete sich bei seiner Tätigkeit verschiedene Dialekte an und erlangte Verdienste auf dem Gebiet der Erforschung iranischer Sprachen, so veröffentlichte er unter anderem die erste umfangreiche wissenschaftliche Grammatik des Zazaki unter dem Titel Mundarten der Zaza. Hadank arbeitete von 1919 bis zu seinem Tod 1945 an dem umfangreichen Nachlass, konnte seine Arbeit jedoch nicht vollständig abschließen.
Die eng miteinander verzahnten Nachlässe von Hadank und Oskar Mann befinden sich in der Staatsbibliothek zu Berlin und im Archiv der Berlin-Brandenburgischen Akademie der Wissenschaften. Sie wurden in einem ab 2009 von der Deutschen Forschungsgemeinschaft geförderten Projekt wissenschaftlich erschlossen und stellen wichtige Quellen zur Geschichte der deutschen Orientalistik dar.

## Publikationen (Auswahl)
- Zur Klassifizierung westiranischer Sprachen: aus dem Nachlaß. In: Acta orientalia. Bd. 53. 1992, S. 28–75.
- Untersuchungen zum Westkurdischen: Bōtī und Ēzädī. Institut für Lautforschung an der Universität Berlin, O. Harrassowitz, Berlin 1938.
- Mundarten der Zâzâ, hauptsächlich aus Siwerek und Kor. Verlag der Preussischen Akademie der Wissenschaften (in Kommission bei W. de Gruyter), Berlin 1932.
- Die Mundarten der Gûrân, besonders das Kändûläî, Auramânî und Bâdschälânî. Verlag der Preussischen Akademie der Wissenschaften, Berlin 1930.
- Die Mundarten von Khunsâr, Mahallât, Natänz, Nâyin, Sämnân, Sîvänd und Sô-kohrûd. W. de Gruyter, Berlin 1926.